# 英厄·史蒂文斯
英厄·史蒂文斯（瑞典語：Inger Stevens，1934年10月18日—1970年4月30日），女，瑞典裔美国演员。曾获得金球奖音乐喜剧类剧集最佳女主角。